# Aphragmus hinkuensis
Aphragmus hinkuensis är en korsblommig växtart som beskrevs av Arai, H. Ohba, Al-shehbaz Al-shehbaz och S.I. Warwick. Aphragmus hinkuensis ingår i släktet Aphragmus och familjen korsblommiga växter. Inga underarter finns listade i Catalogue of Life.